# Kleinvach
Kleinvach ist ein Stadtteil von Bad Sooden-Allendorf im nordhessischen Werra-Meißner-Kreis.

## Geographie
Kleinvach liegt knapp 3 km südsüdöstlich von Allendorf an einer westlich des Höhenzugs Gobert gelegenen Werraschleife. Nördlich führen jenseits des Flusses die Bundesstraße 27 und die Bahnstrecke Bebra–Göttingen am Dorf und an der Siedlung „Weiden“ vorbei. Nordöstlich des Orts steht oberhalb der Werra das Schloss Rothestein.

## Geschichte
Im Jahr 1297 wurde das Dorf, soweit bekannt, erstmals schriftlich erwähnt. Damals lautete der Ortsname Vach. Tobias Hombergk, ein hessischer Rat und Lehrer des Landgrafen Moritz, wurde von diesem am 9. Januar 1596 mit dem Dorf Vach belehnt. Er begründete damit das Geschlecht der Hombergk zu Vach. Die Kirche wurde 1598 erbaut. Bis 1821 gehörte der Ort zum hessischen Amt Allendorf.
Zum 31. Dezember 1971 wurde die bis dahin selbständige Gemeinde Kleinvach auf freiwilliger Basis in die Stadt Bad Sooden-Allendorf eingegliedert. Für Kleinvach wurde ein Ortsbezirk mit Ortsbeirat und Ortsvorsteher nach der Hessischen Gemeindeordnung gebildet.

## Bevölkerung
Einwohnerstruktur 2011
Nach den Erhebungen des Zensus 2011 lebten am Stichtag, dem 9. Mai 2011, in Kleinvach 240 Einwohner. Darunter waren 3 (1,3 %) Ausländer.
Nach dem Lebensalter waren 39 Einwohner unter 18 Jahren, 102 zwischen 18 und 49, 45 zwischen 50 und 64 und 54 Einwohner waren älter.
Die Einwohner lebten in 147 Haushalten. Davon waren 42 Singlehaushalte, 36 Paare ohne Kinder und 51 Paare mit Kindern, sowie 9 Alleinerziehende und 6 Wohngemeinschaften. In 24 Haushalten lebten ausschließlich Senioren und in 96 Haushaltungen lebten keine Senioren.
Einwohnerentwicklung
| Quelle: Historisches Ortslexikon |                                                                   |
| • 1575/85:                       | 11 Hausgesesse                                                    |
| • 1681:                          | 15 Hausgesesse                                                    |
| • 1743:                          | 117 Einwohner (1 Mühle, 20 Häuser)                                |
| • 1747:                          | 20 Hausgesesse mit 21 Feuerstellen                                |
| • 1961:                          | 244 evangelische (= 91,73 %), 21 katholische (= 7,89 %) Einwohner |

| Kleinvach: Einwohnerzahlen von 1743 bis 2016 | Kleinvach: Einwohnerzahlen von 1743 bis 2016 | Kleinvach: Einwohnerzahlen von 1743 bis 2016 | Kleinvach: Einwohnerzahlen von 1743 bis 2016 | Kleinvach: Einwohnerzahlen von 1743 bis 2016 |
| --- | -------------------------------------------- | -------------------------------------------- | -------------------------------------------- | -------------------------------------------- |
| Jahr |                                              |                                              |                                              | Einwohner                                    |
| 1743 | 1743                                         |                                              | 117                                          | 117                                          |
| 1834 | 1834                                         |                                              | 245                                          | 245                                          |
| 1840 | 1840                                         |                                              | 261                                          | 261                                          |
| 1846 | 1846                                         |                                              | 243                                          | 243                                          |
| 1852 | 1852                                         |                                              | 219                                          | 219                                          |
| 1858 | 1858                                         |                                              | 232                                          | 232                                          |
| 1864 | 1864                                         |                                              | 236                                          | 236                                          |
| 1871 | 1871                                         |                                              | 211                                          | 211                                          |
| 1875 | 1875                                         |                                              | 201                                          | 201                                          |
| 1885 | 1885                                         |                                              | 217                                          | 217                                          |
| 1895 | 1895                                         |                                              | 231                                          | 231                                          |
| 1905 | 1905                                         |                                              | 237                                          | 237                                          |
| 1910 | 1910                                         |                                              | 221                                          | 221                                          |
| 1925 | 1925                                         |                                              | 233                                          | 233                                          |
| 1939 | 1939                                         |                                              | 223                                          | 223                                          |
| 1946 | 1946                                         |                                              | 400                                          | 400                                          |
| 1950 | 1950                                         |                                              | 401                                          | 401                                          |
| 1956 | 1956                                         |                                              | 313                                          | 313                                          |
| 1961 | 1961                                         |                                              | 266                                          | 266                                          |
| 1967 | 1967                                         |                                              | 250                                          | 250                                          |
| 1970 | 1970                                         |                                              | 246                                          | 246                                          |
| 1980 | 1980                                         |                                              | ?                                            | ?                                            |
| 1990 | 1990                                         |                                              | ?                                            | ?                                            |
| 2000 | 2000                                         |                                              | ?                                            | ?                                            |
| 2011 | 2011                                         |                                              | 240                                          | 240                                          |
| 2016 | 2016                                         |                                              | 215                                          | 215                                          |
| Datenquelle: Historisches Gemeindeverzeichnis für Hessen: Die Bevölkerung der Gemeinden 1834 bis 1967. Wiesbaden: Hessisches Statistisches Landesamt, 1968. Weitere Quellen: LAGIS; Stadt Bad Sooden-Allendorf; Zensus 2011 |                                              |                                              |                                              |                                              |

## Politik
Für Kleinvach besteht ein Ortsbezirk (Gebiete der ehemaligen Gemeinde Kleinvach) mit Ortsbeirat und Ortsvorsteher nach der Hessischen Gemeindeordnung.
Der Ortsbeirat besteht aus fünf Mitgliedern. Bei den Kommunalwahlen in Hessen 2021 betrug die Wahlbeteiligung zum Ortsbeirat 90,79 %. Alle Kandidaten gehörten der „Wählergemeinschaft Kleinvach“ an. Der Ortsbeirat wählte Volker Döhn zum Ortsvorsteher.

## Kultur und Sehenswürdigkeiten

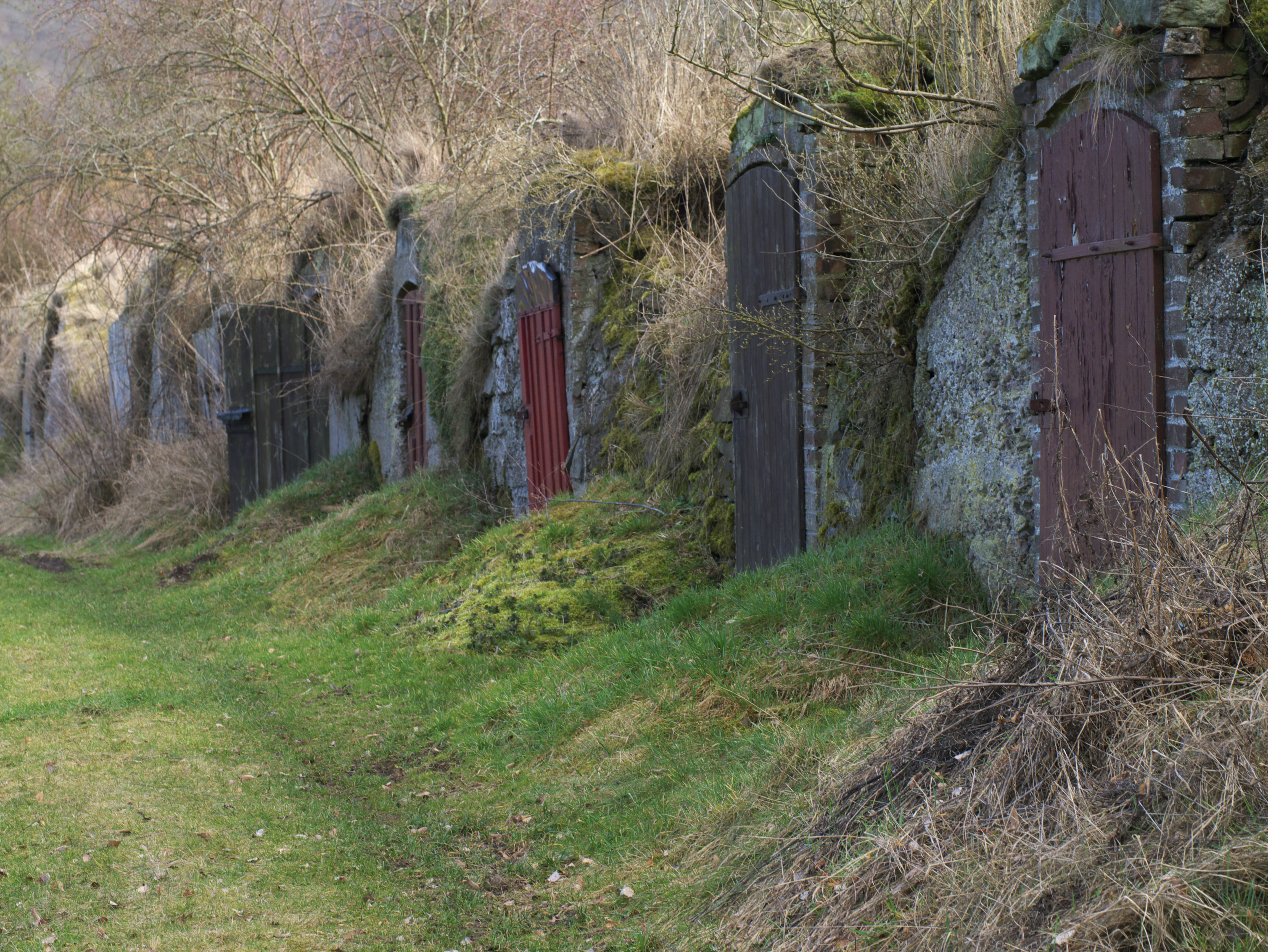
In den Nordhang oberhalb des Ortes gegrabene Keller

Im Ort gibt es eine Wassertretstelle.
Eine Kuriosität in Kleinvach sind die in einem Terrassenbereich eines Nordhangs oberhalb des Ortes gegrabenen Kellerräume. Wegen häufiger Überschwemmungen durch die Werra gab es früher im Dorf keine Keller.
Der Verein Wir für uns – Kleinvach e. V. stellt das Dorfgemeinschaftshaus allen Bürgern, Vereinen und Interessierten zur Nutzung zur Verfügung.

## Persönlichkeiten
- Friedrich von Hombergk zu Vach (1857–1935), Besitzer des Fideikommisses Kleinvach